# تايلز (نظام تشغيل)
تايلز أو نظام التخفّي الحي (بالإنجليزية: Tails أو The Amnesic Incognito Live System) هي توزيعة لينُكس مبنيّة على ديبيان تركز بشكلٍ أساسي على الخصوصية والأمان. جميع الاتصالات الخارجة منها مُجبرة على أن تمرّ من خلال شبكة تور، وكافة الاتصالات غير المتخفّية محظورة. صمِّم هذا النظام ليعمل من خلال القرص الحي أو من خلال USB, ولن يترك أيّ بصمة رقميّة على الجهاز إلّا إذا طلب المستخدم ذلك. كما أنّ مشروع تور قدّم دعمًا ماليًا لتطويره.

## التاريخ
صدرت تايلز لأول مرّة في 23 يونيو 2009. وهي تكرار لتطوير مشروع التخفي إنكو-غنيتو (Incognito)، المبني على توزيعة جِنْتُو لينُكس . يقدم مشروع تور دعمًا ماليًا من أجل تطوير تايلز. كما أنها تلقت تمويلًا من مشروع دبيان، موزيلا، مؤسسة حرية الصحافة.
لورا بويتراس، غلين غرينوالد، وأيضًا بارتون جيلمان. كلٌ منهم قد قال أن تايلز أداة مهمّة إستخدموها في عملهم مع إدوارد سنودن المبلّغ عن وكالة الأمن القومي.
اعتبارًا من الإصدار 3.0، يتطلب نظام تايلز معالج 64-بت.

## وصلات خارجية
- تايلز على موقع Framasoft (الفرنسية)
- تايلز في موقع مشروع تور.
- تايلز - المشكلات المعروفة.
- تايلز على ديسترووتش.